# Михаил Христоманов
Михаил Христоманов е български лекар и революционер, деец на Македонската младежка тайна революционна организация.

## Биография
Роден е в град Струмица, тогава в Османската империя, днес в Северна Македония. Следва медицина в Белград. Присъединява се към ММТРО и е начело на групата в Струмица, организирана от Димитър Гюзелов, която според Коста Църнушанов тогава е най-голямата група на организацията. Гюзелов го нарича своя дясна ръка и главен фактор на организацията в Струмица. От есента на 1926 година е част от ръководната петорка на образувания тогава Щипски революционен окръг, начело с Гюзелов, в чиито предели е и Струмица. Заминава в Италия да продължи следването си по медицинa като стипендиант.
В 1927 година Гюзелов е предаден и е арестуван и изтезаван от властите. Разкритията и арестите в ММТРО водят до Скопския студентски процес. Тъй като Христоманов тогава е в чужбина, по време на изтезаванията Гюзелов си позволява да го предаде като член на организацията. Въпреки че поради това Христоманов не може да се върне в Македония, все пак, според Църнушанов, „бидейки високо интелигентен и здрав българин, остана да служи на освободителното дело чрез пропаганда в чужбина“. След тези разкрития и арести организацията възстановява връзки с Италия, където освен Христоманов следват и други членове на ММТРО.
Христоманов се връща в Кралство Югославия и към началото на българското управление в Македония през 1941 година е лекар в Нови пазар. Той казва на Гюзелов, че иска да бъде преместен в родния си град. В писмо до Димитър Чкатров от 27 юли 1941 година Гюзелов споменава, че тогавашния лекар в Струмица и председател на читалището в града „Гоце Делчев“ Томе Саздов събира „всички леви елементи“ и предполага, че ще му се противопостави добре само ако Христоманов отново му бъде дясна ръка. Гюзелов предлага на Чкатров да издейства преместването на Христоманов чрез Александър Станишев.
Манол Пандевски и Гьорги Стоев, автори на монографията „Струмица и Струмичко низ историята“, го наричат „един стар михайловист“.